# Carboneras de Guadazaón
Carboneras de Guadazaón é um município da Espanha, na província de Cuenca, comunidade autônoma de Castela-Mancha. Tem 100,65 km² de área e em 2021 tinha 778 habitantes (densidade: 7,7 hab./km²). Limita com os municípios de Arguisuelas, Cañada del Hoyo, Cardenete, Pajarón, Pajaroncillo, Reíllo e Villar del Humo.